# Малта
Вижте пояснителната страница за други значения на Малта.
Република Малта е островна държава, разположена върху архипелаг в центъра на Средиземно море, южно от Италия, източно от Тунис и северно от Либия. 
Въпреки че географски островите са част от Африка и лежат върху африканската континентална плоча, културно и исторически те са част от Европа. И по население, и по площ, Малта е най-малката страна-член на ЕС. Столицата ѝ е град Валета. Малтийският език е единственият семитски език, официален за европейска държава.

## География
Малта заема Малтийския архипелаг, разположен в средата на Средиземно море. Той е съставен от три населени (Малта – 245,7 km², Гозо – 67,3 km² и Комино – 2,8 km²) и три необитаеми (Коминото, Филфла и Свети Павел с обща площ 0,4 km²) острова. Архипелагът се намира на около 90 km южно от Сицилия и на 250 km от Северна Африка. 
Дължината на цялата брегова линия на Малта е 186 km. Целият архипелаг е изграден предимно от олигоценови и миоценови почти хоризонтално залягащи варовици и глини. В релефа преобладава силно окарстено плато с височина до 240 m на остров Малта. Климатът е средиземноморски с горещо сухо лято и мека дъждовна зима. Средна февруарска температура 12°С, средна августовска – 25°С. Годишната сума на валежите е 530 mm. Малта няма реки и езера и все пак 50% от площта ѝ се обработва. Сладка вода за напояване и консумация се получава чрез преработване на солена морска вода. Преобладава ксерофитната храстова растителност от средиземноморски тип. Остров Гозо е с 4 пъти по-плодородни почви от о. Малта, върху който се отглеждат висококачествени лозя, различни плодове и зеленчуци.

Най-големият в архипелага е остров Малта (245,7 km²) – дълъг 27 km, широк 14,5 km, а дължината на бреговата линия е 137 km, където се намира и столицата Валета. Южните и югозападните брегове на острова са скалисти, осеяни с множество малки заливчета, образуващи естествени пристанища, пясъчни плажове и стръмни клифове. Северните и североизточните брегове са ниски, плоски с удобни пристанища. Вътрешността на острова е заета от ниски хълмове, с грижливо оформени тераси по склоновете, на които се отглеждат земеделски култури. 
Малта притежава редица уникални природни забележителности. Azure Window („Лазурният прозорец“) е красива скална арка, едно от най-уникалните скални образувания в Средиземно море, част от световното природно наследство на ЮНЕСКО. След много години на естествена ерозия, предизвикваща падане на малки части от арката в морето, самата арка и свободно стоящият стълб напълно рухват по време на силна буря на 8 март 2017 г. По Южното Средиземноморие са формирани и други интересни образувания.

## История
Стратегическото кръстопътно местоположение на Малта в центъра на Средиземно море определя дългата ѝ история като арена на нашествия и окупации. Първи финикийците откриват стратегическото значение на архипелага при своята колонизация на Западното Средиземноморие. След тях идват Рим, Византия, Арабският халифат, Арагон, норманите, Малтийският орден (Малта му е резиденция от 1530 до 1834 г.), Франция и Великобритания, като всички са търсели добри пристанища за контрол върху Средиземно море.
По време на Втората световна война островът е подложен на продължила две години и половина тежка обсада. През 60-те години на XX век икономиката на Малта е била съсредоточена в експлоатацията и поддръжката на британския флот в Средиземно море. Малта получава независимост от последната си владетелка – Великобритания през 1964 г. През 2004 г. страната става член на Европейския съюз.

## Държавно устройство
Малта е парламентарна република. Конституцията е приета през 1964 г. с поправки през 1974 и 1987 г. Парламентът е еднокамерен, състои се от 65 депутати, избирани за срок от 5 години. Начело стои президентът за целия мандат.
Национални празници – 21 септември – Ден на независимостта (1964 г.), 13 декември – Ден на републиката (1974 г.), 31 март – Ден на свободата (1979 г. – закриване на британската военна база), 8 септември – Ден на победата, 7 юни – Ден на мъчениците.

## Административно деление
От 1993 г. територията на Малта е подразделена на 68 общини, управлявани от местни градски съвети. Между тях и централното държавно административно тяло няма междинно ниво на подразделяне, каквито са например областите в България.
Съществуват и други две форми на деление в държавата, които обаче са създадени със статистическа цел и нямат административен смисъл. Те са както следва:
- Шест области – пет от тях на главния остров Малта

1. Северно-пристанищна област
2. Северна област
3. Западна област
4. Южно-пристанищна област
5. Югоизточна област
6. Област Гозо и Комино

- – Три региона – два от тях на главния остров Малта

1. Северозападен регион (Malta Majjistral) – формиран от първите три в списъка области
2. Югоизточен регион (Malta Xlokk) – формиран от четвъртата и петата области в списъка
3. Острови Гозо и Комино регион

## Стопанство
Въпреки ограничените природни ресурси, съвременна Малта се развива с високи темпове. Основни промишлени отрасли са електрониката, ремонт на кораби, хранително-вкусова промишленост. Корабоплаване, туризъм и търговията са най-важни за икономиката. Над 1 милион туристи посещават страната всяка година. Мистичният ореол около Малтийския орден и топлият средиземноморски климат правят Малта привлекателна туристическа цел за много европейци целогодишно. Около 24,2% от БВП на страната е от туризъм.
Земеделието също е важно за Малта. Отглеждат се зърнени храни, зеленчуци, грозде, смокини, цветя, цитрусови и фуражни култури. На о-в Гозо се отглеждат висококачествени лозя и различни плодове и зеленчуци.

## Население
Населението на Малта е малко над 400 000 души – тя е най-малката по площ и население страна в ЕС. Основната част от населението са малтийците, които са представители на средиземноморския тип на европеидната раса. От тях 96% от малтийците са католици, обединени в 2 епархии – Малта и Гозо. Етнически се делят на:
- 95,3% – малтийци
- 1,6% – британци
- 3,1% – други етноси